# Finally (Fergie)
Finally (in italiano: Finalmente) è il titolo del settimo singolo estratto dall'album di debutto della cantante Pop/R&B Fergie. La canzone ha come collaboratore al piano John Legend. Il download digitale è stato pubblicato il 18 marzo 2008.

## Esecuzioni
- Fergie e Legend hanno eseguito per la prima volta la canzone insieme ai 50° Grammy Awards
- Fergie ha eseguito la canzone molte volte in televisione; i più importanti sono il Dick' Clark alla vigilia dell'anno nuovo e al The Tyra Banks Show
- Fergie e Legend hanno nuovamente eseguito la canzone agli Idol Gives Back il 9 aprile 2008
- Inoltre ha eseguito la canzone in un episodio di Dance on Sunset

## Video musicale
Il video di Finally era stato girato il 10 marzo 2008 a Los Angeles. Il video si pensava sarebbe stato pubblicato alla fine di aprile, ma non fu così. Nuovamente la data di pubblicazione del video fu procrastinata alla fine di maggio, ma poi la stessa Fergie annunciò che la data di uscita del video era stata cancellata. Le ragioni sono sconosciute. Nel video appariva anche John Legend al piano.

## Tracce
iTunes Store USA
1. Finally (Radio version) (featuring John Legend) - 3:45

## Chart
Finally è arrivato alla posizione numero 1 nella Billboard Bubbling Under Hot 100, ma è andata male in molte Billboard Hot 100.
| Chart (2008)                         | Posizione |
| ------------------------------------ | --------- |
| Canadian Hot 100                     | 61        |
| Canada Billboard Hot Digital Singles | 41        |
| Philippine Hot 100                   | 76        |
| US Bubbling Under Hot 100            | 1         |
| US Billboard Pop 100                 | 67        |
| US Top 40 Mainstream                 | 34        |